# Българи в Турция
Българите в Турция са останки от някога многобройното българско население в Източна Тракия и част от Мала Азия. Днес те са едва около 500 души, главно в Истанбул и по-малко в Одрин. В Истанбул те са съсредоточени в квартал „Ортакьой“.

## Галерия
- Българската желязна църква "Свети Стефан" в Цариград
- Българската църква "Св. Георги" в Одрин
- Българската църква "Св. св. Константин и Елена" в Одрин